# 皇宋通鑑長編紀事本末
《皇宋通鑑長編紀事本末》，共一百五十卷，南宋楊仲良編撰。是記載北宋歷史的紀事本末體史書。

## 成書
南宋李燾取北宋九朝事實，仿司馬光長編之體編年述事，為《續資治通鑑長編》，成書一百五十卷，卷帙最為繁重。楊仲良遂別為分門編類，以成《皇宋通鑑長編紀事本末》。
楊仲良之名不見於書中，其書卷端有南宋寶佑丁巳（1257）廬陵歐陽守道序，亦不言著書人姓名。而陳均《九朝編年》引用書目中有之，稱《長編紀事本末》，楊公仲良。故知此事出楊仲良手。然其書不見於《宋史·藝文志》，而趙希弁、陳振孫、馬端臨諸家亦皆不著錄。近代藏書家，惟季振宜、徐乾學兩家有之。徐目雲：闕一百十四卷至一百十九卷。今舊鈔本亦闕此六卷，又闕六、七兩卷，而五、八兩卷亦非完帙，較徐乾學藏本蓋又多闕佚。據歐陽守道序，此書寶佑元年（1253）刻於廬陵郡齋，貢士徐琥重為校刻，則在寶佑五年（1257）。

## 體裁
此書每類之中，仍以編年紀事：太祖七卷，太宗七卷，真宗十四卷，仁宗二十四卷，英宗四卷，神宗三十四卷，哲宗二十六卷，徽宗二十八卷，欽宗六卷，共一百五十卷。各有事目，目中複有子目。汴京一百七十年禮、樂、兵、刑之沿革制度、政令之舉廢，粲然具備，可以案目尋求。《皇宋通鑑長編紀事本末》在李燾而後，陳均之前，煩簡得中，洵可並傳。而今所傳《續資治通鑑長編》足本，徽、欽兩朝皆已闕失，藉此得以考見崖略，尤其可貴。